# راپورا
راپورا (به انگلیسی: Raipura) یک منطقهٔ مسکونی در هند است که در مادیا پرادش واقع شده‌است. راپورا ۱۷٫۲۰۴۸ کیلومتر مربع مساحت و ۷٬۵۰۰ نفر جمعیت دارد.